# Fad Browne
Patrick „Fad“ Browne (* 12. September 1906; † 19. Februar 1991) war ein irischer Politiker der Fianna Fáil, der zwischen 1966 und 1973 Mitglied des Unterhauses (Dáil Éireann) sowie im Anschluss von 1973 bis 1977 des Senats (Seanad Éireann) war. Er gehörte damit beiden Kammer des irischen Parlaments (Oireachtas) an.

## Leben
Browne, der von Beruf Winzer war, wurde am 7. Dezember 1966 bei der durch den Tod von Thaddeus Lynch notwendig gewordenen Nachwahl (By-election) im Wahlkreis Wexford erstmals zum Mitglied des Dáil Éireann gewählt. Bei dieser Wahl konnte er sich mit 12.181 Stimmen (42,62 Prozent) gegen die Mitbewerber Edward Collins von der Fine Gael (9617 Stimmen, 33,65 Prozent) und John Griffin von der Irish Labour Party (6783 Stimmen, 23,73 Prozent) durchsetzen. Bei den darauf folgenden Wahlen am 18. Juni 1969 wurde er in diesem Wahlkreis wiedergewählt, ehe er bei den Wahlen am 28. Februar 1973 eine Niederlage erlitt und sein Mandat im Dáil Éireann verlor.
Daraufhin wurde Browne am 1. Juni 1973 Mitglied des Seanad Éireann, in dem er bis zum 26. Mai 1977 den Industrial and Commercial Panel vertrat, die Interessengruppe für Industrie und Finanzen. 1977 verzichtete er auf eine erneute Kandidatur und zog sich aus dem politischen Leben zurück.